# Loxopterygium
Loxopterygium is een geslacht uit de pruikenboomfamilie (Anacardiaceae). De soorten komen voor in tropisch Zuid-Amerika.

## Soorten
- Loxopterygium gardneri Engl.
- Loxopterygium grisebachii Hieron. & H.Lorentz ex Griseb.
- Loxopterygium huasango Spruce ex Engl.
- Loxopterygium sagotii Hook.f.

... · 
Anacardium · 
Bouea · 
Buchanania · 
Cotinus · 
Mangifera · 
Pistacia (Pistache) · 
Protorhus · 
Rhus · 
Schinus · 
Sclerocarya · 
Sorindeia · 
Spondias · 
Toxicodendron · 
...